# La 2
La 2 (La Dos) est une chaîne de télévision généraliste nationale publique espagnole. La 2 est la seconde chaîne du groupe Televisión Española.

## Histoire de la chaîne

### UHF
La TVE lance une seconde chaîne de télévision le 1er janvier 1965 sur le tout nouveau réseau d'ultra haute fréquence, nommée UHF (1965 à 1966). Elle n'émet que trois heures par jour et ne couvre que la région de Madrid.

### TVE 2
Le 15 novembre 1966 débutent les émissions régulières sous le nom de TVE 2 et sa couverture s'étend à la région de Barcelone.

### La 2
À la suite de l'arrivée des chaînes de télévisions commerciales en 1990, TVE 2 change d'identité et de nom pour devenir La 2. Sa programmation devient alors moins commerciale et plus culturelle.

## Identité visuelle

Logo de TVE 2 de 1966 à 1975 et de 1982 à 1990[1].
Logo de 1975[2] à 1984[3],[4],[5],[6] De 1982 à 1984 ce logo se partage l'antenne avec celui de 1966[7].
Logo de 1990 à 1992. De 1991 à 1992 ce logo n'apparaît à l'écran que pendant les émissions[8],[9].
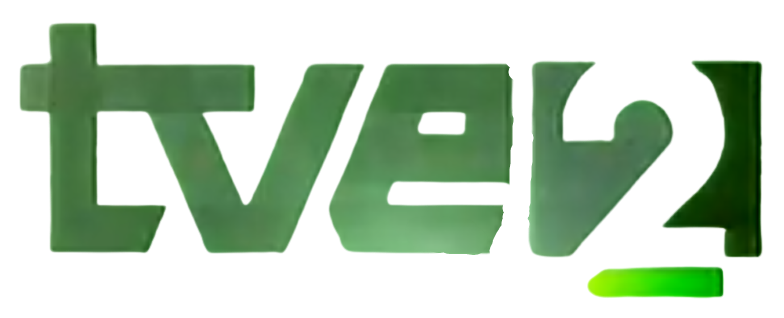
Logo de La 2 1991 à 2001
Logo de TVE 2 de juillet 1990 à septembre 1991.
Logo de La 2 de septembre 1991 à 2003.
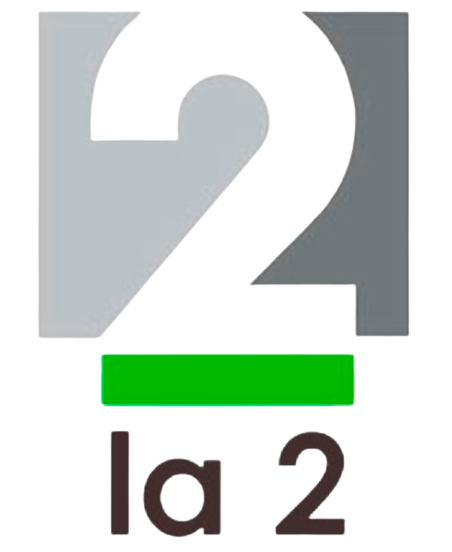
Logo de 1994 à 1999.
Logo de La 2 de janvier 2000 à mars 2003.
Logo de La 2 de 2003 à 2006.
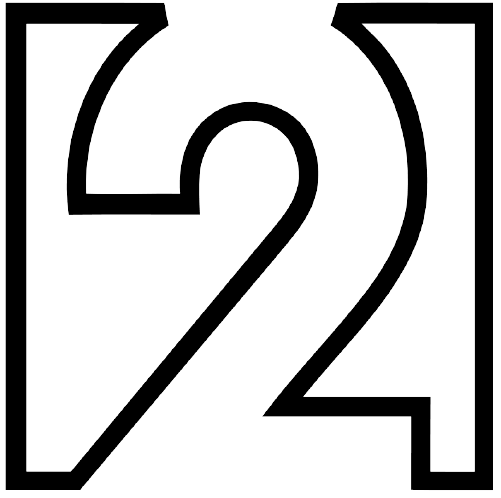
Logo de 2006 à 2007
Logo de 2007 à 2008
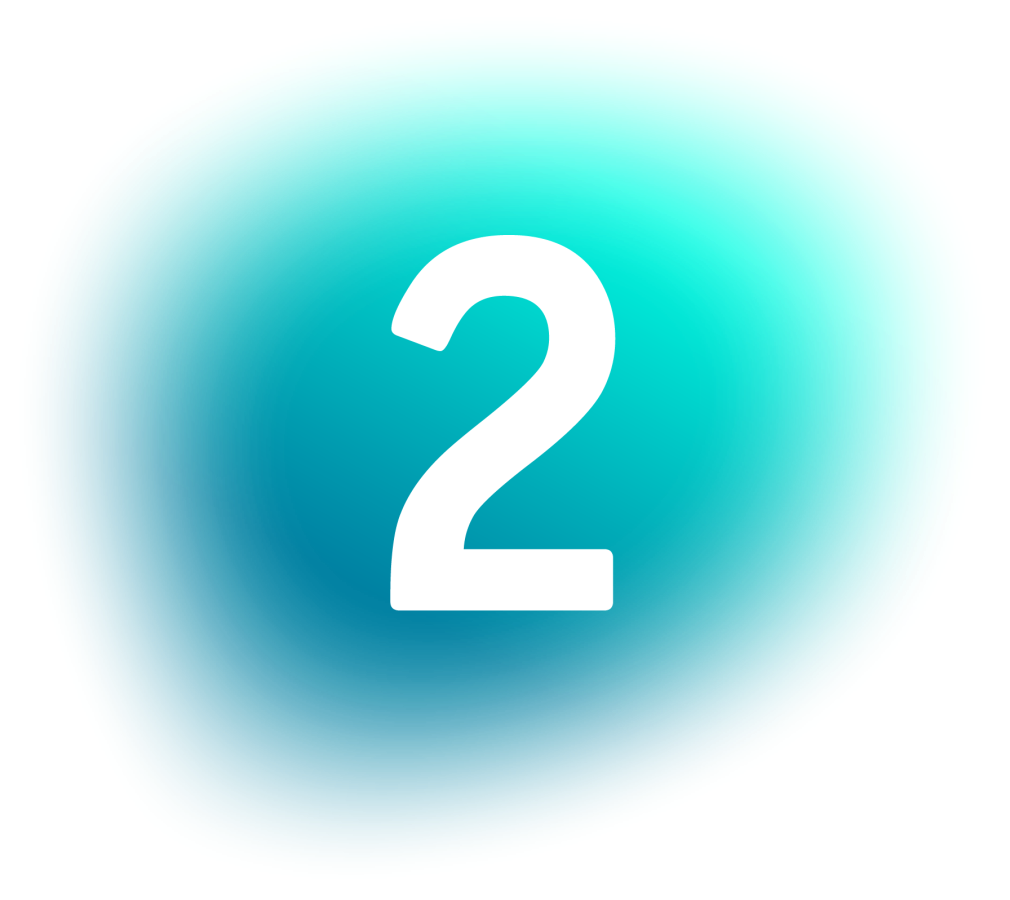
Logo de La 2 depuis le 1er septembre 2008.

## Organisation

### Capital
La 2 appartient à 100 % à la Televisión Española S.A. (TVE), filiale du groupe audiovisuel public Radiotelevisión Española (RTVE).
Son financement provient de la redevance.

### Mission
Avant la constitution de 1978, la télévision espagnole n'avait pas de statut légal. L'article 20 de la constitution protège son droit à communiquer ou à recevoir librement l'information par tout moyen de diffusion.

## Programmes
La programmation de La 2 est généraliste mais plus culturelle et moins populaire que celle de La 1. La chaîne diffuse des magazines, des documentaires, des débats, des classiques du cinéma, des séries télévisées alternatives et des évènements sportifs de moindre importance (basket-ball, tennis, Jeux olympiques d'hiver).

### Émissions
- La 2 Noticias : Journal télévisé de La 2
- Saber y ganar
- Muchoviaje
- Los Lunnis
- El conciertazo

## Audience
De par sa programmation élitiste, la 2 est une des chaînes généralistes moins suivie en Espagne avec 4,5 % d'audience.